# Steinhagen (powiat Rostock)
Steinhagen – gmina w Niemczech, w kraju związkowym Meklemburgia-Pomorze Przednie, w powiecie Rostock, wchodzi w skład urzędu Bützow Land.